# Paul von Buol-Strassberg
Paul von Buol-Strassberg und Rietberg (* 1634 in Parpan; † 18. Februar 1697 in Chur) war ein Schweizer Adeliger und Reichsfreiherr von Buol.

## Familie
Paul von Buol-Strassberg war der zweite Sohn des Johann Anton von Buol-Strassberg, (1601–1662) Begründer der Churwalder Linie – von Buol-Strassberg und Schauenstein in Parpan, u.d. Prudentia Ries (1602–1637).
Aus der Ehe mit Narcissa von Planta-Wildenberg * 1634 Rietberg, sie brachte Schloss und Güter von Rietberg als Heiratsgut mit, gingen sieben Kinder hervor:
- Martha von Buol-Strassberg und Rietberg, * 1664, † 1700
- Johann Anton von Buol-Strassberg und Rietberg, *  1668, † 1670
- Johann Anton von Buol, Freiherr von Riet- und Strassberg, * 1671, † 1717 Wien, im Duell getötet, kommandierte 1704 ein Bündner Bataillon in Kaiserlichen Diensten, 1708 Bildung eines zweiten Bündner Bataillons. Ernennung zum Obersten über dieses Regiment durch Kaiser Leopold I., Generalmajor, 1708 Landrichter, Haupt des Oberen Bundes, k. k. östr. Feldwachtmeisters  ⚭ Emilie Schauenstein Freiin von Ehrenfels * ca. 1680, T.d. Johann Schauenstein von Ehrenfels u.d. Margaretha von Schauenstein
- Prudentia von Buol-Strassberg und Rietberg, * 1672
- Conradin von Buol-Strassberg und Rietberg, * 1674, † 1708 Mailand, General-Adjutant des Prinzen Eugen von Savoyen in Mailand, Oberst
- Paul von Buol-Strassberg und Rietberg, * 1675
- Huldreich von Buol-Strassberg und Rietberg, * 1678

## Werdegang
Paul von Buol, Oberst in spanischen Diensten, focht in Italien und Portugal, zurück in der Heimat bekleidete er die ersten Ämter und Stellen des Landes, er war Landammann in Churwalden, 1673 Bundslandammann des Zehngerichtebunds, 1681-1683 Landshauptmann im Veltlin 1690 Gesandter der drei Pündt (Bünde) am Hof König Karl II. (Spanien) und am kaiserlichen Hof in Wien, sowie Gesandter am Reichstag in Augsburg. Kaiser Leopold I., erhob ihn mit Urkunde vom 27. Februar 1696, sammt seinen ehelichen Nachkommen in den nachgesuchten Freiherrenstand mit der Ehrenbenennung „zu Rietberg und Straßberg“. Durch seine Gemahlin Narcissa von Planta-Rietberg hatte er Schloss und Güter als Heiratsgut erhalten. Rietberg liegt im Domleschger Tal, war Sommersitz der Familie Buol-Schauenstein.
Bis 1693 bekannte sich noch das ganze Haus derer von Buol zur reformierten Kirche. In diesem Jahre aber kam Freiherr Paul Buol zu Rietberg und Straßberg zur katholischen Kirche zurück. Mit diesem Konfessionswechsel verlor er alle seine öffentlichen Ämter und man entzog ihm das Landrecht im Zehngerichtebund.
Um 1675 baute er sich ein Haus in Chur, in dem sich seit 1872 Rätische Museum befindet.
Seine letzte Ruhestätte befindet sich in der Krypta St. Luziuskirche (Chur) (ehemals Bischofskirche). Die Grabplatte trägt folgende Inschrift:
SISTE VIATOR
HIC IACET PATER MORI V9.
QVI PRO PATRIA STETIT VIV9
ILLVSm9:ET GENEROS9.D.D.
COLONELL9 LIB:BARO
PAVLVS BVEL
DE STRASSBERG&RIEDBERG
AD IMPERem:& REGEM HISP:
MISSVS QVONDAM ORATOR
QVI PRO BONO PVBLICO
NVNQVAM TACVIT
DECEM IVRISDICTIONVM
OLIM PRÆSES &C.
IN QVIETE PRÆFVIT PATRIÆ
AT NON QVIEVIT PRO PATRIA
DONEC CATHOLICE
REQVIEVIT IN PACE.
Ao:M.DCXCVII:XVIII:FEBŸ
CVI HOC MONIMENTVM
POSVERE FILII EIVS
IOAN: ANTONI9&CONRADN9